# ريكاردو مرزوقة
ريكاردو مرزوقة أو ريكاردو كريستيان مرزوقة بوتو أستاذ جامعي ومؤرخ ومحلل سياسي فلسطيني تشيلي يعمل في مركز الدراسات العربية التابع لكلية الفلسفة والعلوم الإنسانية بجامعة تشيلي منذ مارس (آذار) عام 2002، وهو متخصص في التاريخ العربي الإسلامي وتاريخ بلاد الأندلس، وعمليات الهجرة العربية إلى أمريكا اللاتينية.

## مسيرته المهنية
حصل ريكاردو كريستيان مرزوقة بوتو على شهادة البكالوريوس في التاريخ من جامعة المحيط الهادئ عام 1999، ثم حصل على درجة الماجستير في التاريخ من جامعة تشيلي عام 2004، وعُين أستاذا بنفس الجامعة، وكان عمله الأساسي في قسم الثقافة الفلسطينية ومركز الدراسات العربية بالجامعة.

## مواقفه السياسية
عُرف ريكاردو مرزوقة بموقفه المناهض لرهاب الإسلام، كما روج للمصالحة التي دعا إليها نائب الرئيس المصري السابق محمد البرادعي بين النظام الحاكم في مصر وجماعة الإخوان المسلمين خلال الفترة التي أعقبت أحداث 30 يونيو (حزيران) في مصر عام 2013. وعن موقفه من تغيير وضع فلسطين في منظمة الأمم المتحدة من كيان مراقب غير عضو إلى دولة مراقبة غير عضو، ذكر ريكاردو مرزوقة أن التغيير سيسمح لفلسطين بالاستئناف أمام محكمة العدل الدولية في لاهاي. ندد ريكاردو مرزوقة أيضًا بنظام الفصل العنصري في أراضي فلسطين المحتلة. وفي نوفمبر (تشرين الثاني) عام 2023، وقع ريكاردو مرزوقة مع أكثر من 160 أكاديمي آخر في جامعة تشيلي على بيان جماعي عبروا فيه عن غضبهم العميق إزاء الإبادة الجماعية التي ارتكبتها إسرائيل خلال اجتياحها لقطاع غزة بفلسطين في أعقاب عملية طوفان الأقصى، وأدانوا الاعتقال غير القانوني للفلسطينيين، والقتل العشوائي للأطفال، وترك الناجين في قطاع غزة دون الضروريات الأساسية.